# Нукша
Нукша — река в России, протекает в Тоншаевском районе Нижегородской области. Устье реки находится в 1,8 км по левому берегу реки Унжа. Длина реки составляет 30 км, площадь водосборного бассейна 128 км².
Исток реки в лесах к востоку от посёлка Пижма. Река течёт на северо-восток по ненаселённому лесу, впадает в Унжу в 1,8 км от впадения самой Унжи в Пижму. Ширина реки в районе устья — 10 метров. Притоки — Крутенькая Речка, Колтоваш (правые).

## Данные водного реестра
По данным государственного водного реестра России относится к Камскому бассейновому округу, водохозяйственный участок реки — Вятка от города Котельнич до водомерного поста посёлка городского типа Аркуль, речной подбассейн реки — Вятка. Речной бассейн реки — Кама.
По данным геоинформационной системы водохозяйственного районирования территории РФ, подготовленной Федеральным агентством водных ресурсов:
- Код водного объекта в государственном водном реестре — 10010300412111100036559
- Код по гидрологической изученности (ГИ) — 111103655
- Код бассейна — 10.01.03.004
- Номер тома по ГИ — 11
- Выпуск по ГИ — 1